# Melanonus
Melanonus è un genere di pesci ossei abissali appartenenti all'ordine Gadiformes. È l'unico genere appartenente alla famiglia Melanonidae.

## Distribuzione e habitat
Vivono in tutti gli oceani ma sono distribuiti in maniera irregolare. Sono assenti dal mar Mediterraneo. Vivono nella zona mesopelagica e nella zona batipelagica, fino a profondità di oltre 3000 metri. Non comuni.

## Descrizione
Sono affini ai Moridae a cui assomigliano. Non è presente il barbiglio sul mento. Il peduncolo caudale e la parte posteriore del corpo sono sottili. Due pinne dorsali, la prima breve e alta e la seconda molto lunga e bassa che si unisce alla pinna caudale piccola e appuntita. Sulla testa sono presenti organi sensoriali unici (nerve-end organs). Colore nerastro.
Piccoli, non superano i 28 cm.

## Specie
- Melanonus gracilis
- Melanonus zugmayeri[2]